# پخش سلولی

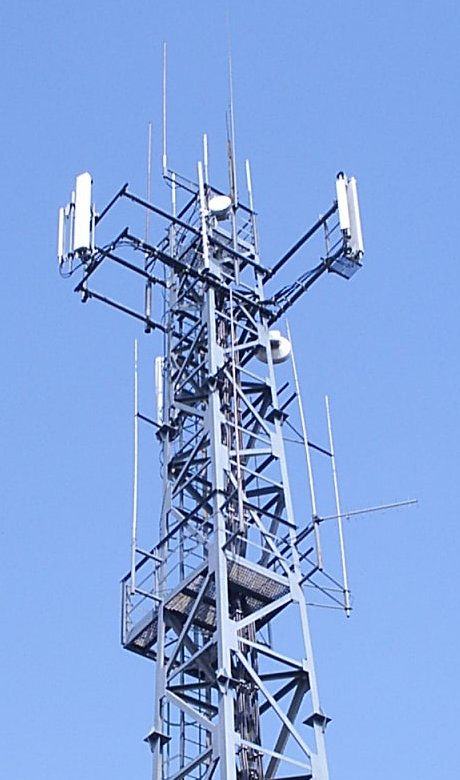
BTS (ایستگاه پایه انتقال دهنده)

پیغام رسانی پخش سلولی (CB) یک سرویس تکنولوژی تلفن همراه است که به وسیله کمیته GSM مشخص شده و قسمتی از استاندارد GSM است. به آن سرویس پیغام کوتاه - پخش سلولی (SMS-CB) نیز می‌گویند. پخش سلولی برای رساندن هم‌زمان پیغام‌ها به چند کاربر در یک محدوده مشخص طراحی شده‌است. نظر به اینکه سرویس پیغام کوتاه - نقطه به نقطه (SMS-PP) - یک سرویس یک-به-یک و یک-به-تعداد-کم می‌باشد، پخش سلولی یک سرویس پیغام رسانی یک-به-چند در محدوده جغرافیای خاص می‌باشد. پخش سلولی توسط UMTS نیز پشتیبانی می‌شود که توسط کنگره 3GPP تعریف شده‌است.
پیغام رسانی پخش سلولی بر اساس تکنولوژی برای اولین بار در پاریس در سال ۱۹۹۷ اجرا شد. تعدادی از اپراتورهای موبایل از پخش سلولی برای مراوده کردن کد محدوده آنتن سلول به کاربر موبایل (از طریق کانال ۰۵۰)، برای اطلاع‌رسانی در سراسر کشور یا در سراسر یک شهر، گزارش هواشناسی، پیغام رسانی انبوه، اخبار بر اساس محل استفاده می‌کنند. همه اپراتورها هنوز قابلیت پیغام رسانی پخش سلولی را در شبکه خود فعال نکرده‌اند، و تعداد زیادی از تلفن‌های همراه قابلیت پشتیبانی از پخش سلولی را ندارند.

پخش سلولی یک تکنولوژی است که اجازه می‌دهد تا یک پیغام متنی یا دودویی به کلیه تلفن‌های همراه که به مجموعه‌ای از سلول‌ها متصل هستند، مشخص و توزیع شود. از آنجاییکه پیغام‌های SMS به صورت نقطه به نقطه هستند، پیغام‌های پخش سلولی به صورت نقطه-به-محدوده ارسال می‌شوند. این بدین معنی است که پیغام‌های پخش سلولی می‌توانند به تعداد انبوه پایانه‌ها در یک زمان برسند. به عبارت دیگر، پیغام‌های پخش سلولی به سمت سلول‌های رادیویی هدایت می‌شوند، پس از آن به سمت پایانه‌های مشخص. یک پیغام پخش سلولی یک سرویس تاییده نشده اجباری است، بدین صورت که ایجادکننده پیغام نمی‌داند که چه کسی پیغام را دریافت کرده‌است، به خدمات بر اساس گمنامی اجازه می‌دهد. کاربران تلفن همراه به صورت دستی می‌توانند که دریافت پیغام‌های پخش سلولی روشن یا خاموش باشد.

پیغام پخش سلولی تعدادی قابلیت دارد که آن را ویژه دلایل اوژانسی می‌کند:

- پخش سلولی توسط حجم بار ترافیک شبکه محدود نمی‌شود؛ بنابراین، ممکن است هنگام حوادث ناگهانی مورد استفاده قرار گیرد، مثال آن در بمب‌گذاری ۷ ژوئیه ۲۰۰۵ لندن نشان داده شد. مثال دیگر آن در واقعه سونامی در آسیاست؛ و همین‌طور در ۲۴ مارس ۲۰۲۰ برای هشدارهای کرونا ویروس در ایران بطور گسترده استفاده شد Dialog GSM، اپراتور سری لانکایی قادر شد تا اطلاعات اضطراری را به مشترکان خود برساند، برای اخطار دادن در مورد موج‌هایی که در حال آمدن هستند، برای دادن اخبار جدید، برای هدایت مردم به مراکز توزیع و تدارکات، و حتی برای منظم کردم مجموعه‌های اهدا به‌وسیله مرکز پخش سلولی Celltick، براساس تکنولوژی پخش سلولی.

پخش سلولی امروزه به‌طور گسترده توسعه نیافته‌است. در آمریکا، اکثر تلفن‌های همراه قابلیت پخش سلولی را ندارند، و اپراتورهای بزرگ آمریکایی تکنولوژی شبکه خود را توسعه نداده‌اند.

پخش سلولی یک تکنولوژی تلفن همراه است که اجازه می‌دهد تا پیغام‌ها (تا ۱۵ صفحه و تا ۹۳ کاراکتر) به همه تلفن‌های همراه و دستگاه‌های شبیه آن در یک محدوده جغرافیایی طراحی شده پخش شود. محدوده پخش متفاوت است، از یک سلول تنها تا کل شبکه.